# 6739 Tärendö
A 6739 Tarendö (ideiglenes jelöléssel 1993 FU38) egy kisbolygó a Naprendszerben. UESAC fedezte fel 1993. március 19-én.